# Goioerê
Goioerê è un comune del Brasile nello Stato del Paraná, parte della mesoregione del Centro Ocidental Paranaense e della microregione di Goioerê.

## Origine del nome
Il nome del comune proviene dalla lingua Caingangue. Goio significa "acqua" e erê significa "chiara e limpida"